# Fernando Vega
Fernando Vega Torres (ur. 3 lipca 1984 w Sewilli) – hiszpański piłkarz grający na pozycji obrońcy w CD Lugo.

## Kariera piłkarska
Fernando Vega rozpoczynał piłkarską karierę w Sevilli. Do 2003 roku występował w zespołach juniorskich, a następnie w rezerwach. Przed sezonem 2005/2006 przeszedł do Lorki Deportiva. W nowym zespole zadebiutował 27 sierpnia w zremisowanym 1:1 meczu z Racing de Ferrol, w którym wystąpił w pierwszej jedenastce. Szybko wywalczył sobie miejsca w podstawowym składzie i regularnie grał w rozgrywkach Segunda División, w których jego klub uplasował się na piątej lokacie.
W 2006 roku Vega przeszedł do Realu Betis. W jego barwach zadebiutował w Primera División 26 sierpnia w przegranym na wyjeździe meczu z Valencią. W sezonie 2006/2007 nie miał miejsca w pierwszej jedenastce. W kolejnych rozgrywkach przebił się do podstawowego składu i występował najczęściej na prawej obronie. Sezon 2008/2009 spędził na środku defensywy, a jego klub został zdegradowany do Segunda División.